# باشگاه فوتبال استقلال تهران در فصل ۱۳۶۱
باشگاه فوتبال استقلال تهران در فصل ۱۳۶۱ ۳۷امین فصل فعالیت تیم استقلال در فوتبال ایران بود. در این سال استقلال در در مسابقات جام باشگاه‌های تهران ۱۳۶۱ و همچنین جام حذفی تهران ۱۳۶۱ شرکت کرد. استقلال در جام باشگاه‌های تهران به مقام دومی رسید و در جام حذفی تهران نیز حذف شد تا این فصل بدون دستاورد خاصی برای استقلال به پایان برسد.

## پیش‌فصل و دوستانه
استقلال در نوروز ۱۳۶۱ و در زمان تعطیلی رقابت‌های جام باشگاه‌های تهران به شهرهای شیراز، بوشهر و برازجان سفر کرد و دیدارهای دوستانه‌ای داشت.

## مرور فصل

دیدار استقلال و شاهین، مرحله یک شانزدهم نهایی مسابقات جام حذفی تهران ۱۳۶۱

تیم فوتبال استقلال در سال ۱۳۶۱ در مسابقات قهرمان باشگاهی تهران به مقام نایب قهرمانی دست یافت. استقلال در ابتدای فصل اصغر شرفی را به عنوان مربی در کنار خود داشت توانست در شش هفته اول فصل نتایج خوبی به دست آورد و نشان داد که قادر است همچنان یکه‌تاز باشد. اما نخست با رفتن شرفی به دوبی در اواسط سال حسن عضدی جانشین شرفی شد. از دست دادن رضا نعلچگر به دلیل محرومیت انضباطی، پاره‌ای اختلافات درونی و از همه مهم‌تر سیار بودن بازوبند کاپیتانی که به نوبت حجازی، مراغه‌چیان، مظلومی، حاجیلو و روشن آنرا به باز می‌بستند مانع از آن شد که این تیم پرتوان نتواند راه خود را تا پایان هماهنگ طی کند.
در ترکیب استقلال تحول خاصی ایجاد نشده بود و تنها حضور حسن روشن پس از چهار سال دوری در چند دیدار این تیم قابل ذکر می‌باشد. ناصر حجازی در این فصل علاوه بر بازی کردن مربی تیم استقلال نیز بود و در حدود شش بازی استقلال را به عنوان سرمربی هدایت کرد.
مسابقات جام حذفی نیز در همین سال انجام شد و تیم استقلال با آن‌که در دور دوم تیم شاهین را حذف کرد اما در دور سوم بر روی ضربات پنالتی توسط تیم راه‌آهن حذف گردید. در هر سه بازی جام حذفی ناصر حجازی مربی تیم استقلال بود
منبع

### دیدار استقلال و تهران‌جوان
دیدار استقلال و تهران‌جوان به دلیل اعتراض و برخورد رضا نعلچگر با داور مسابقه و ورود تماشاگران به زمین در دقیقه ۸۹ و زمانی که دو تیم ۱–۱ مساوی بودند قطع گردید که بعداً نتیجه مسابقه از سوی فدراسیون فوتبال ۳–۰ به نفع تهران جوان اعلام شد. آرای کمیته انضباطی فوتبال در ارتباط با بازی تیم‌های استقلال و تهران جوان بشرح زیر صادر گردید:
۱- دیدار استقلال با تهران جوان که تا دقیقه ۸۹ یک بر یک پیش می‌رفت و بازی به علت هجوم تماشاگران به داخل زمین متوقف ماند ۳ بر ۰ به سود تهران جوان اعلام می‌شود.
۲- رضا نعلچگر بازیکن تیم استقلال که باعث رخ دادن آن اتفافات شد دو سال محروم از بازی گردید. محرومیت نعلچگر بعد از شش ماه بخشیده شد و نعلچگر در اسفند ۱۳۶۱ برای استقلال به میدان رفت.
۳- از تیم استقلال توبیخ کتبی به عمل آمد.

## بازیکنان
بازیکنان تیم استقلال در این سال عبارت بودند از:
ناصر حجازی، حجت‌اله خاکسار تهرانی، شاهین بیانی، سعید مراغه‌چیان، حسن روشن، رضا رجبی، اصغر حاجیلو، رضا نعلچگر، شاهرخ بیانی، رضا احدی، غلامرضا برهان‌زاده، پرویز مظلومی، عبدالعلی چنگیز، داوود گلفشانی، حمید فرد علی‌نیا، بهتاش فریبا، ویگن زینلی، محمد امان‌زاده، احمد حیدرخان، جلال بیات، مارکار آقاجانیان

## رقابت‌ها

### جام باشگاه‌های تهران
منبع
| ۲۱ اسفند ۱۳۶۰ ۱ | استقلال تهران                                   | ۳ – ۰ | راه‌آهن تهران | تهران                                                |
|                 | طاهرخانی ۳۳' (گل‌به‌خودی) · نعلچگر ۳۸' · احدی ۸۷' | گزارش |              | ورزشگاه: شیرودی تماشاگران: ۲۰۰۰۰ داور: هروس باغومیان |

| ۸ مرداد ۱۳۶۱ ۵ | استقلال تهران                                                        | ۶ – ۰ | برق تهران | تهران                                                |
|                | فریبا ۱۲'، ۸۸' · برهان‌زاده ۲۸' · نعلچگر ۴۷' · چنگیز ۷۹' · مظلومی ۸۷' |       | مجید درزی | ورزشگاه: آزادی تماشاگران: ۳۵۰۰۰ داور: مرتضی رحمانیان |

| ۱۲ شهریور ۱۳۶۱ ۶ | استقلال تهران          | ۲ – ۰ | نیرومند تهران | تهران                                            |
|                  | مظلومی ۷۶' · چنگیز ۸۸' |       |               | ورزشگاه: آزادی تماشاگران: ۴۵۰۰۰ داور: محسن زمانی |

| ۱۹ شهریور ۱۳۶۱ ۷ | استقلال تهران | ۱ – ۰ | نفت تهران | تهران                                             |
|                  | مظلومی ۲۹'    |       |           | ورزشگاه: شیرودی تماشاگران: ۲۵۰۰۰ داور: محمد صالحی |

| ۲۶ شهریور ۱۳۶۱ ۸ | استقلال تهران          | ۱ (۰) – (۳) ۱ | تهران جوان                   | تهران                            |
| | فریبا ۶۱' · نعلچگر '۸۸ |               | ضیا قریشی ۷۸' · فرهاد نوروزی | ورزشگاه: آزادی داور: مرتضی زاهدی |
| یادداشت: در دقیقه ۸۸ بازی و در پی درگیری بین رضا نعلچگر (بازیکن استقلال) و داور مسابقه تماشاگران وارد زمین بازی شدند و بازی نیمه تمام ماند و از سوی فدراسیون فوتبال ۳ – ۰ به سود تهران‌جوان اعلام شد. |                        |               |                              |                                  |

| ۲۷ آبان ۱۳۶۱ ۹ | استقلال تهران | ۱ – ۰ | وحدت تهران | تهران                                             |
|                | فریبا ۳۱'     |       |            | ورزشگاه: شیرودی تماشاگران: ۱۲۰۰۰ داور: محمد اطهری |

| ۱۱ آذر ۱۳۶۱ ۱۰ | استقلال تهران | ۰ – ۰ | بانک ملی تهران   | تهران                                               |
|                |               |       | سهراب میزانی '۵۶ | ورزشگاه: شیرودی تماشاگران: ۱۰۰۰۰ داور: حمید خوشخوان |

| ۱۷ آذر ۱۳۶۱ ۱۱ | استقلال تهران          | ۲ – ۰ | سعدآباد تهران | تهران                                             |
|                | مظلومی ۴۴' · چنگیز ۷۰' |       |               | ورزشگاه: شیرودی تماشاگران: ۱۲۰۰۰ داور: محمد صالحی |

| ۵ دی ۱۳۶۱ ۱۲ | استقلال تهران        | ۲ – ۱ | شاهین تهران | تهران                                                |
|              | چنگیز ۶۲' · احدی ۸۸' | گزارش | صادقی ۳۷'   | ورزشگاه: شیرودی تماشاگران: ۲۲۰۰۰ داور: هروس باغومیان |

| ۱۷ دی ۱۳۶۱ ۱۳ (دربی ۲۶) | استقلال تهران     | ۱ – ۱ | پرسپولیس تهران | تهران                                             |
|                         | فریبا ۸۰' · بیانی |       | فتح‌آبادی ۱۰'   | ورزشگاه: آزادی تماشاگران: ۱۰۰۰۰۰ داور: محمد صالحی |

| ۳۰ دی ۱۳۶۱ ۱۴ | استقلال تهران               | ۳ – ۰ | نیروی زمینی تهران | تهران                                               |
|               | چنگیز ۲۳'، ۲۶' · مظلومی ۶۱' |       |                   | ورزشگاه: شیرودی تماشاگران: ۲۰۰۰۰ داور: حمید خوشخوان |

| ۱۵ بهمن ۱۳۶۱ ۱۵ | استقلال تهران | ۱ – ۰ | بوتان تهران | تهران                                             |
|                 | چنگیز ۶۵'     |       | دانا        | ورزشگاه: شیرودی تماشاگران: ۱۸۰۰۰ داور: محمد صالحی |

| ۲۲ بهمن ۱۳۶۱ ۱۶ | استقلال تهران | ۱ – ۱ | آرارات تهران                 | تهران                                             |
|                 | مراغه‌چیان ۱۳' |       | کوائیان ۲۶' · باغدیک عابدیان | ورزشگاه: آزادی تماشاگران: ۳۵۰۰۰ داور: بهمن بهلولی |

| ۲۹ بهمن ۱۳۶۱ ۱۷ | استقلال تهران                    | ۳ – ۳ | دارایی تهران                        | تهران                                                |
|                 | روشن ۵' · مظلومی ۲۲'، ۶۸' · بیات |       | محمد محبی ۲'، ۳۰'، ۸۳' · حسین عسگری | ورزشگاه: شیرودی تماشاگران: ۱۸۰۰۰ داور: هروس باغومیان |

### جایگاه در جدول
نوشتار اصلی: جدول رده‌بندی سال ۱۳۶۱
| رتبه | باشگاه   | بازی | برد | مساوی | باخت | گل‌زده | گل‌خورده | تفاضل گل | امتیاز |
| ---- | -------- | ---- | --- | ----- | ---- | ----- | ------- | -------- | ------ |
| ۱    | پرسپولیس | ۱۷   | ۱۳  | ۴     | ۰    | ۳۹    | ۵       | ۳۴       | ۳۰     |
| ۲    | استقلال  | ۱۷   | ۱۱  | ۵     | ۱    | ۳۲    | ۱۱      | ۲۱       | ۲۷     |
| ۳    | اکباتان  | ۱۷   | ۱۰  | ۴     | ۳    | ۲۵    | ۱۲      | ۱۳       | ۲۴     |

منبع

### جام حذفی تهران
منبع
| ۱۱ بهمن ۱۳۶۱ ۱/۱۶ نهایی | استقلال تهران                         | ۳ – ۰ | منطقه ۱۹ تهران | تهران                                             |
|                         | برهان‌زاده ۳۸' · مظلومی ۴۹' · رجبی ۸۷' |       |                | ورزشگاه: شیرودی تماشاگران: ۱۸۰۰۰ داور: محمد ریاحی |

| ۶ اسفند ۱۳۶۱ ۱/۸ نهایی | استقلال تهران | ۱ – ۰ | شاهین تهران | تهران                                             |
|                        | مظلومی ۲۸'    |       |             | ورزشگاه: شیرودی تماشاگران: ۲۵۰۰۰ داور: محمد صالحی |

| ۱۳ اسفند ۱۳۶۱ ۱/۴ نهایی      | استقلال تهران    | ۱ – ۱ (۲–۳ پنالتی)                                                     | راه‌آهن تهران        | تهران                             |
|                              | چنگیز ۱۸' · روشن |                                                                        | رضا عباسی ۴۳' · یکه | ورزشگاه: شیرودی داور: منوچهر نظری |
|                              | ضربات پنالتی     |                                                                        |                     |                                   |
| رجبی · فریبا · مظلومی · احدی |                  | بهروز تابانی · محسن فنونی‌زاده · پرویز باستانی · علی گیوه‌ای · رضا عباسی |                     |                                   |

### مسابقه‌های دوستانه
| ۶ فروردین ۱۳۶۱ دوستانه ۱ | بوستان شیراز | ۰–۲ | استقلال تهران            | شیراز                                                        |
|                          |              |     | مظلومی ۱۰' · حیدرخان ۸۶' | ورزشگاه: شهدای تیپ ۵۵ هوابرد تماشاگران: ۳۰۰ داور: جعفر فتاحی |

| ۷ فروردین ۱۳۶۱ دوستانه ۲ | ولی‌عصر شیراز | ۰–۰ | استقلال تهران | شیراز                                                            |
|                          |              |     |               | ورزشگاه: شهدای تیپ ۵۵ هوابرد تماشاگران: ۶۰۰۰ داور: جعفر رفعت‌پناه |

| فروردین ۱۳۶۱ دوستانه ۳ | استقلال بوشهر | ۲–۲ | استقلال تهران      | بوشهر                  |
|                        |               |     | مظلومی · چنگیز ۸۵' | داور: محمدرضا بازدرهوا |

| فروردین ۱۳۶۱ دوستانه ۴ | شاهین بوشهر | ۰–۷ | استقلال تهران                                     | بوشهر                   |
|                        |             |     | مظلومی · برهان‌زاده · گل‌فشانی · شاهین بیانی · رجبی | داور: محمد جان افروزبان |

| فروردین ۱۳۶۱ دوستانه ۵ | استقلال برازجان | ۰–۴ | استقلال تهران             | برازجان |
|                        |                 |     | مظلومی · گل‌فشانی · خضرایی |         |

| ۳ اردیبهشت ۱۳۶۱ دوستانه ۶ | مرکز گسترش اراک | ۰–۴ | استقلال تهران     | اراک            |
|                           |                 |     | برهان‌زاده · فریبا | تماشاگران: ۶۰۰۰ |

| ۶ اردیبهشت ۱۳۶۱ تاریخ احتمالی دوستانه ۷ | وحدت تهران | ۳–۶ | استقلال تهران                 | تهران              |
|                                         |            |     | فریبا · بیانی · حاجیلو · احدی | ورزشگاه: ۱۷ شهریور |

| ۱۶ اردیبهشت ۱۳۶۱ دوستانه ۸ | شهربانی بابل | ۰–۳ | استقلال تهران                        | بابل                              |
|                            |              |     | برهان‌زاده ۳۴' · فریبا ۴۸' · احدی ۶۱' | تماشاگران: ۵۰۰۰ داور: احمد ملک‌پور |

| ۱۷ اردیبهشت ۱۳۶۱ دوستانه ۹ | استقلال بابل               | ۱–۶ | استقلال تهران                                                | بابل                                   |
|                            | بهمن دنگ تپائی ؟' (پنالتی) |     | چنگیز ۳۱'، ۳۴'، ۶۴' · مراغه‌چیان ۵۰' · مظلومی ۵۴' · حجازی ۵۸' | تماشاگران: ۲۰۰۰ داور: بهاء میرابراهیمی |

| ۱۸ اردیبهشت ۱۳۶۱ دوستانه ۱۰ | دریای بابل | ۰–۲ | استقلال تهران         | بابل                                  |
|                             |            |     | فریبا ۳۴' · چنگیز ۶۵' | تماشاگران: ۶۰۰۰ داور: سهراب فضل‌اله‌پور |

| ۲۳ اردیبهشت ۱۳۶۱ دوستانه ۱۱ | شاهین کرج | ۰–۵ | استقلال تهران                                                   | کرج                                                                    |
|                             |           |     | مختاری‌فر ۱۸' · طاهری ۳۲' · حجازی ۳۸' · مظلومی ۵۳' (پنالتی)، ۵۹' | تماشاگران: ۳۰۰۰ داور: شورا سالاروند کمک داور: علی کمالی، محسن خاک‌فیروز |

| ۴ تیر ۱۳۶۱ تاریخ احتمالی دوستانه ۱۲ | استقلال تهران | ۴–۰ | پاس اردبیل                                       | تهران                                               |
|                                     |               |     | چنگیز · برهان‌زاده · مراغه‌چیان · رجبی ؟' (پنالتی) | ورزشگاه: امجدیه تماشاگران: ۶۰۰۰ داور: مرتضی درودیان |

| تیر ۱۳۶۱ دوستانه ۱۳ | منتخب اصفهان      | ۱–۱ | استقلال تهران | اصفهان                         |
|                     | محمود ابراهیم‌زاده |     | فریبا         | ورزشگاه: تختی داور: مهدی اخوان |

| تیر ۱۳۶۱ دوستانه ۱۴ | استقلال اصفهان | ۳–۴ | استقلال تهران             | اصفهان |
|                     |                |     | فریبا · برهان‌زاده · چنگیز |        |

| ۱۹ بهمن ۱۳۶۱ دوستانه ۱۵ | استقلال تهران | ۱–۳ | دریانوردان                            | تهران                |
|                         | روشن          |     | حسین عسگری · کاظم‌زاده · محمد امانزاده | ورزشگاه: استقلال شرق |

| ۲۸ بهمن ۱۳۶۱ دوستانه ۱۶ | استقلال تهران      | ۲–۰ | ژاندارمری | تهران                |
|                         | مظلومی · برهان‌زاده |     |           | ورزشگاه: استقلال شرق |

| ۱۰ اسفند ۱۳۶۱ تاریخ احتمالی دوستانه ۱۷ | استقلال تهران      | ۱–۱ | ژاندارمری  | تهران                               |
|                                        | فریبا ۹۰' (پنالتی) |     | حمید ناظمی | ورزشگاه: استقلال شرق تماشاگران: ۵۰۰ |

## آمار فصل

### عملکرد کلی تیم در فصل
| عنوان بازیها    | بازی | برد | مساوی | باخت | گل‌زده | گل‌خورده | تفاضل | درصد برد |
| --------------- | ---- | --- | ----- | ---- | ----- | ------- | ----- | -------- |
| باشگاه‌های تهران | ۱۷   | ۱۱  | ۵     | ۱    | ۳۲    | ۱۱      | ۲۱    | ۶۵٪      |
| جام حذفی تهران  | ۳    | ۲   | ۱     | ۰    | ۵     | ۱       | ۴     | ۶۷٪      |
| جمع             | ۲۰   | ۱۳  | ۶     | ۱    | ۳۷    | ۱۲      | ۲۵    | ۶۵٪      |

### تعداد بازی
| #  | بازیکن              | تعداد بازی | تعداد بازی | تعداد بازی |
| #  | بازیکن              | لیگ تهران  | جام حذفی   | جمع        |
| -- | ------------------- | ---------- | ---------- | ---------- |
| ۱  | پرویز مظلومی        | ۱۷         | ۳          | ۲۰         |
| ۲  | اصغر حاجیلو         | ۱۷         | ۳          | ۲۰         |
| ۳  | عبدالعلی چنگیز      | ۱۶         | ۲          | ۱۸         |
| ۴  | شاهین بیانی         | ۱۵         | ۲          | ۱۷         |
| ۵  | بهتاش فریبا         | ۱۵         | ۲          | ۱۷         |
| ۶  | غلامرضا برهان‌زاده   | ۱۵         | ۱          | ۱۶         |
| ۷  | حمید فرد علی‌نیا     | ۱۴         | ۲          | ۱۶         |
| ۸  | رضا رجبی            | ۱۳         | ۳          | ۱۶         |
| ۹  | رضا احدی            | ۱۳         | ۳          | ۱۶         |
| ۱۰ | شاهرخ بیانی         | ۱۴         | ۰          | ۱۴         |
| ۱۱ | سعید مراغه‌چیان      | ۱۳         | ۱          | ۱۴         |
| ۱۲ | احمد حیدرخان        | ۱۱         | ۳          | ۱۴         |
| ۱۳ | ویگن زینلی          | ۱۲         | ۱          | ۱۳         |
| ۱۴ | حجت‌اله خاکسارتهرانی | ۱۱         | ۲          | ۱۳         |
| ۱۵ | غلامرضا نعلچگر      | ۸          | ۱          | ۹          |
| ۱۶ | ناصر حجازی          | ۷          | ۲          | ۹          |
| ۱۷ | حسن روشن            | ۵          | ۲          | ۷          |
| ۱۸ | جلال بیات           | ۴          | ۰          | ۴          |
| ۱۹ | محمد امان‌زاده       | ۱          | ۲          | ۳          |
| ۲۰ | مارکار آقاجانیان    | ۰          | ۲          | ۲          |
| ۲۱ | داوود گلفشانی       | ۱          | ۰          | ۱          |

### کاپیتان‌های فصل
| رده | نام            | باشگاه‌های تهران | جام حذفی تهران | جمع |
| --- | -------------- | --------------- | -------------- | --- |
| ۱   | ناصر حجازی     | ۶               | ۱              | ۷   |
| ۲   | سعید مراغه‌جیان | ۶               | ۰              | ۶   |
| ۳   | پرویز مظلومی   | ۳               | ۱              | ۴   |
| ۴   | حسن روشن       | ۲               | ۱              | ۳   |

- فقط کاپینانهایی که بازی را شروع کرده‌اند در این جدول قرار گرفته‌اند و کاپیتانهای تعویضی محاسبه نشده‌اند.

## سایر ورزش‌ها
- تیم والیبال استقلال در مسابقات چهار جانبه که با شرکت تیم‌هایی مانند استقلال شهر ری و جوانان آمل در فروردین ماه ۱۳۶۱ برگزار گردید، توانست به مقام قهرمانی این دوره از مسابقات برسد.[۱]